# Balam
Balam – demon w tradycji okultystycznej, upadły anioł, król, a według Dictionnaire Infernal książę piekła. Znany również pod imionami Balaam i Balan. Rozporządza 40 legionami duchów. W Sztuce Goecji jest pięćdziesiątym pierwszym, a w Pseudomonarchii Daemonum sześćdziesiątym trzecim duchem. Przed upadkiem przynależał do Chóru Potęg i Panowań.

## Wdemonologii
By go przywołać i podporządkować, potrzebna jest jego pieczęć, która według Sztuki Goecji powinna być zrobiona ze złota.
Dzieli się wiedzą o przeszłości, teraźniejszości i przyszłości. Obdarza ludzi niewidzialnością i polotem. Uczy podstępu, sprytu i sztuki obserwacji.
Wezwany, ukazuje się nagi, z rogami. Dosiada niedźwiedzia i trzyma na dłoni krogulca. Czasami ukazuje się z trzema głowami. Pierwsza z nich przypomina głowę byka, druga człowieka, a trzecia barana. Posiada również ogon węża i płomienne oczy. Przemawia ochrypłym głosem.

## Wkulturze masowej
- Pojawia się w filmie Dzieje mistrza Twardowskiego, gra go Rafał Królikowski.
- Pojawia się w serii książek Outlanders napisanych przez Marka Ellisa.
- W Dungeons & Dragons, w dodatku Tome of Magic: Pact, Shadow, and True Name Magic można z nim podpisać pakt.
- W grze Wild Arms jest przedstawiony jako potwór o wielu twarzach.
- Motyw Balama przewija się w powieści Walhalla (The House That Jack Built) autorstwa Grahama Mastertona.
- W mandze i anime Fairy Tail jest to sojusz 3 najpotężniejszych Mrocznych gildii (Oracion Seis, Grimoire Heart, Tartaros)